# Fortitudo Agrigento 2013-2014
La stagione 2013-2014 della Fortitudo Agrigento è stata la seconda consecutiva disputata in Divisione Nazionale A Silver.
Sponsorizzata dalla Moncada, la società agrigentina si è classificata al primo posto in campionato ed è stata promossa in DNA Gold.

## Verdetti stagionali
Competizioni nazionali
- DNA Silver:

stagione regolare: 1º posto su 16 squadre (22-6);
play-off: quarti di finale contro Trento (0-3).
- Final Six - Coppa Italia LNP:

quarti di finale contro Capo d'Orlando (0-1).

## Roster 2013-2014
| Giocatori |
| --------- |

|    | Naz.                                     | Ruolo | Sportivo                   | Anno | Alt. |  |  |
| -- | ---------------------------------------- | ----- | -------------------------- | ---- | ---- |  |  |
| 4  | Stati Uniti (bandiera)                   | PG    | Kwame Vaughn               | 1990 | 190  |  |  |
| 5  | Italia (bandiera)                        | P     | Giuseppe Anello            | 1988 | 182  |  |  |
| 7  | Italia (bandiera)                        | GA    | Fabio Mian                 | 1992 | 197  |  |  |
| 10 | Italia (bandiera)                        | P     | Vincenzo Di Viccaro        | 1984 | 192  |  |  |
| 11 | Italia (bandiera)                        | P     | Andrea Portannese          | 1993 | 185  |  |  |
| 12 | Argentina (bandiera) · Italia (bandiera) | C     | Albano Maximo Chiarastella | 1985 | 200  |  |  |
| 13 | Italia (bandiera)                        | C     | Quirino De Laurentiis      | 1992 | 206  |  |  |
| 14 | Italia (bandiera)                        | PG    | Michele Giovanatto         | 1986 | 185  |  |  |
| 15 | Italia (bandiera)                        | C     | Emanuele Mocavero          | 1980 | 205  |  |  |
| 21 | Italia (bandiera)                        | P     | Alessandro Piazza          | 1987 | 176  |  |  |

| Staff tecnico                            |
| ---------------------------------------- |
| Allenatore: Franco Ciani                 |
| Vice allenatore: Luigi Dicensi           |
| Preparatore atletico : Salvatore Alletto |
| Fisioterapista: Maurizio Boschetti       |
| Massaggiatore: Dario Gaglio              |

## Dirigenza
La dirigenza è composta da:
- Presidente: Salvatore Moncada
- Vice Presidente: Angelo Iacono Quarantino
- Direttore Sportivo: Cristian Mayer
- Dirigente Accompagnatore: Giuseppe Sardella
- Addetto Stampa: Silvio Schembri

## Statistiche

### In campionato
| Nome                  | Pun  | G  | Min | Falli | Falli | Tiri da 2 | Tiri da 2 | Tiri da 2 | Tiri da 3 | Tiri da 3 | Tiri da 3 | Tiri Liberi | Tiri Liberi | Tiri Liberi | Rimbalzi | Rimbalzi | Rimbalzi | Stop | Stop | Palle | Palle | Ass | Val  | OER |
| Nome                  | Pun  | G  | Min | C     | S     | R         | T         | %         | R         | T         | %         | R           | T           | %           | O        | D        | T        | D    | S    | P     | R     | Ass | Val  | OER |
| --------------------- | ---- | -- | --- | ----- | ----- | --------- | --------- | --------- | --------- | --------- | --------- | ----------- | ----------- | ----------- | -------- | -------- | -------- | ---- | ---- | ----- | ----- | --- | ---- | --- |
| Vaughn Kwame'         | 616  | 28 | 937 | 70    | 155   | 123       | 263       | 47        | 59        | 130       | 45        | 193         | 212         | 91          | 19       | 130      | 149      | 8    | 12   | 75    | 44    | 54  | 639  | 1.1 |
| Mian Fabio            | 388  | 29 | 854 | 94    | 64    | 99        | 203       | 49        | 46        | 149       | 31        | 52          | 69          | 75          | 15       | 66       | 81       | 0    | 6    | 55    | 25    | 42  | 221  | 0.9 |
| Mocavero Manuele      | 354  | 28 | 783 | 89    | 78    | 127       | 208       | 61        | 12        | 45        | 27        | 64          | 93          | 69          | 54       | 103      | 157      | 9    | 12   | 29    | 22    | 16  | 363  | 1.1 |
| Piazza Alessandro     | 255  | 29 | 810 | 77    | 125   | 44        | 115       | 38        | 29        | 86        | 34        | 80          | 100         | 80          | 27       | 88       | 115      | 0    | 5    | 59    | 90    | 154 | 450  | 0.8 |
| Chiarastella Albano   | 246  | 29 | 846 | 73    | 45    | 100       | 168       | 60        | 6         | 26        | 23        | 28          | 42          | 67          | 41       | 135      | 176      | 2    | 10   | 53    | 25    | 40  | 296  | 0.9 |
| Di Viccaro Vincenzo   | 198  | 29 | 483 | 71    | 24    | 19        | 35        | 54        | 48        | 136       | 35        | 16          | 19          | 84          | 5        | 17       | 22       | 1    | 4    | 10    | 18    | 14  | 85   | 1   |
| De Laurentiis Quirino | 95   | 28 | 343 | 64    | 23    | 38        | 73        | 52        | 1         | 6         | 17        | 16          | 25          | 64          | 29       | 61       | 90       | 7    | 6    | 21    | 6     | 13  | 94   | 0.8 |
| Anello Giuseppe       | 81   | 29 | 342 | 49    | 51    | 16        | 43        | 37        | 11        | 38        | 29        | 16          | 21          | 76          | 2        | 43       | 45       | 0    | 2    | 42    | 20    | 46  | 91   | 0.6 |
| Giovanatto Michele    | 73   | 29 | 363 | 50    | 17    | 20        | 40        | 50        | 8         | 40        | 20        | 9           | 11          | 82          | 14       | 43       | 57       | 4    | 2    | 9     | 2     | 10  | 48   | 0.8 |
| Portannese Andrea     | 11   | 13 | 56  | 4     | 3     | 5         | 7         | 71        | 0         | 6         | 0         | 1           | 2           | 50          | 2        | 5        | 7        | 0    | 0    | 5     | 4     | 8   | 15   | 0.6 |
| Totali stagionali     | 2317 | 29 |     | 641   | 585   | 591       | 1155      | 51        | 220       | 662       | 33        | 475         | 594         | 80          | 208      | 691      | 899      | 31   | 59   | 358   | 256   | 397 | 2302 |     |

### Nei play-off
| Nome                  | Pun | G | Min | Falli | Falli | Tiri da 2 | Tiri da 2 | Tiri da 2 | Tiri da 3 | Tiri da 3 | Tiri da 3 | Tiri Liberi | Tiri Liberi | Tiri Liberi | Rimbalzi | Rimbalzi | Rimbalzi | Stop | Stop | Palle | Palle | Ass | Val | OER |
| Nome                  | Pun | G | Min | C     | S     | R         | T         | %         | R         | T         | %         | R           | T           | %           | O        | D        | T        | D    | S    | P     | R     | Ass | Val | OER |
| --------------------- | --- | - | --- | ----- | ----- | --------- | --------- | --------- | --------- | --------- | --------- | ----------- | ----------- | ----------- | -------- | -------- | -------- | ---- | ---- | ----- | ----- | --- | --- | --- |
| Vaughn Kwame'         | 56  | 3 | 99  | 8     | 15    | 20        | 33        | 61        | 3         | 8         | 38        | 7           | 10          | 70          | 3        | 9        | 12       | 1    | 2    | 9     | 6     | 6   | 56  | 1   |
| Mian Fabio            | 46  | 3 | 102 | 7     | 10    | 11        | 23        | 48        | 6         | 17        | 35        | 6           | 7           | 86          | 1        | 6        | 7        | 0    | 2    | 5     | 5     | 5   | 35  | 1   |
| Chiarastella Albano   | 33  | 3 | 94  | 9     | 7     | 9         | 20        | 45        | 2         | 5         | 40        | 9           | 11          | 82          | 4        | 16       | 20       | 1    | 3    | 4     | 4     | 3   | 36  | 1   |
| Mocavero Manuele      | 24  | 3 | 70  | 6     | 3     | 10        | 21        | 48        | 0         | 5         | 0         | 4           | 6           | 67          | 6        | 6        | 12       | 1    | 4    | 3     | 3     | 2   | 14  | 0.8 |
| Anello Giuseppe       | 15  | 3 | 50  | 7     | 6     | 4         | 7         | 57        | 2         | 5         | 40        | 1           | 2           | 50          | 0        | 6        | 6        | 0    | 1    | 3     | 2     | 6   | 17  | 0.9 |
| Piazza Alessandro     | 8   | 3 | 70  | 9     | 7     | 0         | 11        | 0         | 2         | 7         | 29        | 2           | 2           | 100         | 3        | 7        | 10       | 0    | 2    | 9     | 5     | 7   | 1   | 0.3 |
| Di Viccaro Vincenzo   | 7   | 3 | 36  | 1     | 1     | 0         | 1         | 0         | 2         | 7         | 29        | 1           | 2           | 50          | 0        | 1        | 1        | 0    | 1    | 1     | 0     | 3   | 2   | 0.7 |
| Giovanatto Michele    | 3   | 3 | 23  | 3     | 0     | 0         | 1         | 0         | 1         | 3         | 33        | 0           | 0           | 0           | 0        | 2        | 2        | 1    | 1    | 0     | 1     | 1   | 1   | 0.8 |
| De Laurentiis Quirino | 0   | 3 | 51  | 5     | 0     | 0         | 6         | 0         | 0         | 3         | 0         | 0           | 0           | 0           | 3        | 3        | 6        | 0    | 0    | 2     | 0     | 2   | -8  | 0   |
| Portannese Andrea     | 0   | 1 | 2   | 0     | 0     | 0         | 0         | 0         | 0         | 0         | 0         | 0           | 0           | 0           | 0        | 0        | 0        | 0    | 0    | 0     | 0     | 0   | 0   | 0   |
| Totali stagionali     | 192 | 3 |     | 55    | 49    | 54        | 123       | 44        | 18        | 60        | 30        | 30          | 40          | 75          | 20       | 56       | 76       | 4    | 16   | 36    | 26    | 35  | 154 |     |

### In Coppa Italia
| Nome                  | Pun | G | Min | Falli | Falli | Tiri da 2 | Tiri da 2 | Tiri da 2 | Tiri da 3 | Tiri da 3 | Tiri da 3 | Tiri Liberi | Tiri Liberi | Tiri Liberi | Rimbalzi | Rimbalzi | Rimbalzi | Stop | Stop | Palle | Palle | Ass | Val | OER |
| Nome                  | Pun | G | Min | C     | S     | R         | T         | %         | R         | T         | %         | R           | T           | %           | O        | D        | T        | D    | S    | P     | R     | Ass | Val | OER |
| --------------------- | --- | - | --- | ----- | ----- | --------- | --------- | --------- | --------- | --------- | --------- | ----------- | ----------- | ----------- | -------- | -------- | -------- | ---- | ---- | ----- | ----- | --- | --- | --- |
| Vaughn Kwame'         | 19  | 1 | 35  | 4     | 8     | 6         | 15        | 40        | 0         | 3         | 0         | 7           | 7           | 100         | 1        | 2        | 3        | 0    | 0    | 3     | 1     | 1   | 13  | 0.8 |
| Di Viccaro Vincenzo   | 10  | 1 | 17  | 1     | 1     | 2         | 3         | 67        | 1         | 2         | 50        | 3           | 3           | 100         | 0        | 2        | 2        | 0    | 0    | 1     | 1     | 0   | 10  | 1.3 |
| Mocavero Manuele      | 9   | 1 | 17  | 2     | 4     | 2         | 6         | 33        | 1         | 3         | 33        | 2           | 4           | 50          | 1        | 1        | 2        | 0    | 0    | 0     | 0     | 0   | 5   | 0.8 |
| Chiarastella Albano   | 8   | 1 | 28  | 2     | 2     | 3         | 6         | 50        | 0         | 0         | 0         | 2           | 3           | 67          | 3        | 4        | 7        | 0    | 1    | 0     | 0     | 1   | 11  | 1.1 |
| De Laurentiis Quirino | 7   | 1 | 16  | 5     | 2     | 3         | 6         | 50        | 0         | 0         | 0         | 1           | 2           | 50          | 5        | 9        | 14       | 1    | 0    | 0     | 1     | 0   | 16  | 1   |
| Mian Fabio            | 7   | 1 | 27  | 5     | 0     | 2         | 4         | 50        | 1         | 3         | 33        | 0           | 0           | 0           | 1        | 0        | 1        | 0    | 0    | 1     | 2     | 1   | 1   | 0.9 |
| Piazza Alessandro     | 7   | 1 | 27  | 1     | 3     | 1         | 3         | 33        | 1         | 7         | 14        | 2           | 2           | 100         | 1        | 5        | 6        | 0    | 0    | 2     | 2     | 5   | 12  | 0.5 |
| Anello Giuseppe       | 1   | 1 | 13  | 2     | 3     | 0         | 2         | 0         | 0         | 2         | 0         | 1           | 4           | 25          | 0        | 0        | 0        | 0    | 0    | 3     | 0     | 1   | -7  | 0.1 |
| Portannese Andrea     | 0   | 1 | 5   | 0     | 0     | 0         | 0         | 0         | 0         | 1         | 0         | 0           | 0           | 0           | 0        | 0        | 0        | 0    | 0    | 0     | 1     | 0   | 0   | 0   |
| Giovanatto Michele    | 0   | 1 | 12  | 2     | 0     | 0         | 0         | 0         | 0         | 4         | 0         | 0           | 0           | 0           | 1        | 1        | 2        | 0    | 0    | 0     | 0     | 0   | -4  | 0   |
| Totali stagionali     | 68  | 1 |     | 24    | 23    | 19        | 45        | 42        | 4         | 25        | 16        | 18          | 25          | 72          | 13       | 24       | 37       | 1    | 1    | 10    | 8     | 9   |     |     |